# Боярский переулок
Боя́рский переу́лок — небольшая улица в центре Москвы в Басманном районе между Большим Козловским переулком и площадью Красные Ворота. Здесь находится театр Михаила Козакова «Русская антреприза».

## Происхождение названия
Прежнее название — Трёхсвятительский переулок — по церкви Трёх святителей Вселенских «в Старых Огородниках» (известна с 1635 года, разрушена в 1928 году). При устранении «церковных» названий переименован в 1922 году по боярским усадьбам, когда-то находившимся здесь.

## Описание
Боярский переулок начинается от Большого Козловского переулка (напротив дома № 4), проходит на восток почти параллельно Мясницкому проезду и заканчивается на Садовом кольце на площади Красные Ворота (автомобильного выезда на Садовое кольцо нет). Здесь расположен южный выход станции метро «Красные Ворота».

## Здания и сооружения
По нечётной стороне:
- № 3/4, строение 1 — Специализированный регистратор «Иркол», театр Русская антреприза Михаила Козакова;

По чётной стороне:
- № 4 — Федеральная миграционная служба (ФМС России): директор ФМС России К. О. Ромодановский; Управление делами; Информационное управление; Управление кадрового обеспечения; Организационно-аналитическое управление; Управление по делам переселенцев; Управление по делам соотечественников; Инспекционно-контрольное управление; Финансово-хозяйственное управление; Центр информационно-телекоммуникационного обеспечения; Центр материально-технического обеспечения.

- № 6/2 —  Жилой дом кооператива работников наркоматов иностранных дел и труда (1929, архитектор А. И. Мешков)[2]. Здесь жили народный комиссар иностранных дел М. М. Литвинов (в 1925—1935 годах)[3], советский дипломат и разведчик Б. Н. Мельников.